# Littleton W. Tazewell
Littleton W. Tazewell (Williamsburg, 1774. december 17. – Norfolk, 1860. május 6.) az Amerikai Egyesült Államok szenátora (Virginia, 1824–1832).